# La Ampliación Yucuxaco
La Ampliación Yucuxaco är en ort i Mexiko.   Den ligger i kommunen San Pedro Mártir Yucuxaco och delstaten Oaxaca, i den sydöstra delen av landet, 270 km sydost om huvudstaden Mexico City. La Ampliación Yucuxaco ligger 2 268 meter över havet och antalet invånare är 162.
Terrängen runt La Ampliación Yucuxaco är kuperad. Runt La Ampliación Yucuxaco är det ganska glesbefolkat, med 24 invånare per kvadratkilometer. Närmaste större samhälle är Heroica Ciudad de Tlaxiaco, 18,7 km söder om La Ampliación Yucuxaco. Trakten runt La Ampliación Yucuxaco består i huvudsak av gräsmarker.